# Międzynarodowe Nansenowskie Biuro do spraw Uchodźców
Międzynarodowe Nansenowskie Biuro do spraw Uchodźców (ang. The Nansen International Office for Refugees) – organizacja powołana przez Ligę Narodów w celu udzielania pomocy uchodźcom, działająca od 1 kwietnia 1931 do 31 grudnia 1938.
Biuro powstało po śmierci Fridtjofa Nansena, norweskiego polarnika i działacza społecznego pełniącego funkcję wysokiego komisarza do spraw uchodźców, w celu kontynuowania jego działalności. Do głównych działań biura należało wydawanie Paszportów Nansena, międzynarodowych dokumentów zastępujących paszport uchodźcom. Biuro zostało za to uhonorowane Pokojową Nagrodą Nobla w 1938. Oprócz tego pomagało Ormianom w Syrii i Libanie i wspierało finansowo i prawnie ponad milion uchodźców.